# Anne Müller (Schauspielerin)

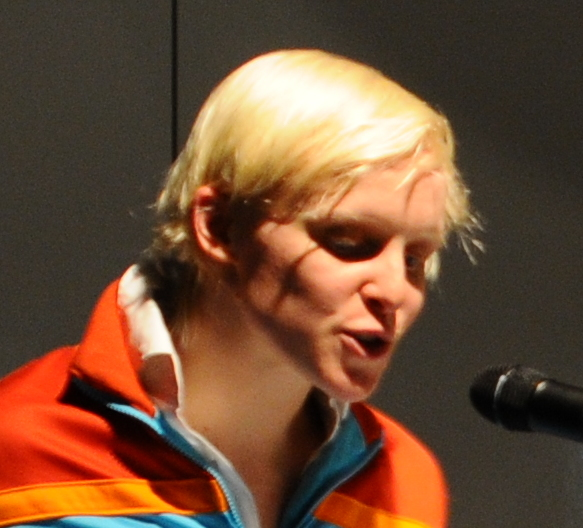
Anne Müller, 2012

Anne Müller (* 1982 in Rochlitz) ist eine deutsche Schauspielerin.

## Leben
Anne Müller absolvierte von 2002 bis 2006 eine Schauspielausbildung an der Hochschule für Musik und Theater Hannover. Während ihres Studiums war sie Gast am Schauspielhaus Hannover und am Staatstheater Braunschweig.
Von der Spielzeit 2005/2006 bis 2009 gehörte sie zum festen Ensemble des Schauspiel Frankfurt. Sie arbeitete u. a. mit Annette Pullen, Florian Fiedler und Armin Petras, mit dessen Inszenierung Gertrud (nach dem Roman von Einar Schleef) sie 2008 zum Berliner Theatertreffen eingeladen wurde. Für ihre Rolle als junge Gertrud wurde sie von der Fachzeitschrift Theater heute zur Nachwuchsschauspielerin des Jahres 2008 gewählt.
Von 2009 bis 2013 war sie festes Ensemblemitglied des Maxim-Gorki-Theaters in Berlin. Zur Spielzeit 2013/2014 nahm Karin Beier sie ins Ensemble des Deutschen Schauspielhauses Hamburg auf.

## Bühnenrollen (Auszug)
Rollen am Maxim Gorki Theater Berlin
- 2009: Nancy in Opening Night, Regie Armin Petras
- 2009–2011: Gertrud IV in Gertrud von Einar Schleef, Regie Armin Petras
- 2009–2011: Bauernmädel/Die Grüngekleidete/La Dolce/Anitra/Passagier in Peer Gynt, Regie Jan Bosse
- 2010: Claire in Rheinsberg: Ein Bilderbuch für Verliebte von Kurt Tucholsky, Regie Johann Kuithan
- 2010/2011: Rolle in Dantons Tod, Regie Sebastian Baumgarten
- 2010/2011: Das Mädchen in Der Besuch der alten Dame, Regie Armin Petras
- 2010/2011: Oskar/Roswitha Raguna in Die Blechtrommel, Regie Jan Bosse
- 2010/2011: Lydia in Ernte, Regie Sabine Waibel
- 2010/2011: Ricarda in Fieber, Regie Anna Bergmann
- 2010/2011: mit Britta Hammelstein in Shockheaded Peter

Rollen am Staatsschauspiel Dresden:
- 2009: Das Mädchen in Der Besuch der alten Dame, Regie Armin Petras
- 2011: Rolle in Das Erdbeben in Chili, Regie Armin Petras

Rollen am Düsseldorfer Schauspielhaus:
- 2024/25: Narr in William Shakespeare: König Lear, Regie Evgeny Titov

## Filmografie (Auswahl)
- 2009: Same Same But Different
- 2011: Unten Mitte Kinn
- 2012: Die Besucher
- 2013: Polizeiruf 110 – Der Tod macht Engel aus uns allen
- 2013: SOKO Wismar – Tod im Feld
- 2013: Die Pfefferkörner – In die Tonne
- 2014: Großstadtrevier – Heile Welt
- 2014: In aller Freundschaft – Annäherungsversuche
- 2014: Kripo Holstein – Mord und Meer – Vom Winde verweht
- 2015, 2019: SOKO Stuttgart – Die Söhne Abrahams, Der Pechvogel
- 2015: Der Kriminalist – Kleine Schritte
- 2015: Einmal Hallig und zurück (Fernsehfilm)
- 2017: Die Kanzlei Folge: Harte Zeiten
- 2018: SOKO Wismar – Überfall!
- 2020: Notes of Berlin
- seit 2021: Jenseits der Spree (durchgehende NR als Rechtsmedizinerin Veronika Schäfer)
- 2022: Der Beschützer (Fernsehfilm)
- 2022: Mittagsstunde
- 2022: Bis es mich gibt
- 2023: Wann wird es endlich wieder so, wie es nie war (Film)
- 2023: Sterben für Anfänger (6-teilige Dokumentation)
- 2023: Baghead
- 2023: Sisi & Ich

## Hörspiele und Features
- 2014: Tom Schimmeck: Kinder kandidiert – Regie: Thomas Wolfertz (Radio-Feature – NDR/DKultur)
- 2015: Lena Müller: Zum Tal abfallende Landschaften (Mimi) – Regie: Anouschka Trocker (Hörspiel – RBB/SR)
- 2024: Leonardo Padura: Der Mann, der Hunde liebte – Regie: Mark Ginzler (Hörspiel – SWR 2024)

## Auszeichnungen
- 2008: Nachwuchsschauspielerin des Jahres, ausgewählt von der Jury der Fachzeitschrift Theater heute für ihre Rolle in Gertrud am Schauspiel Frankfurt